# Tal

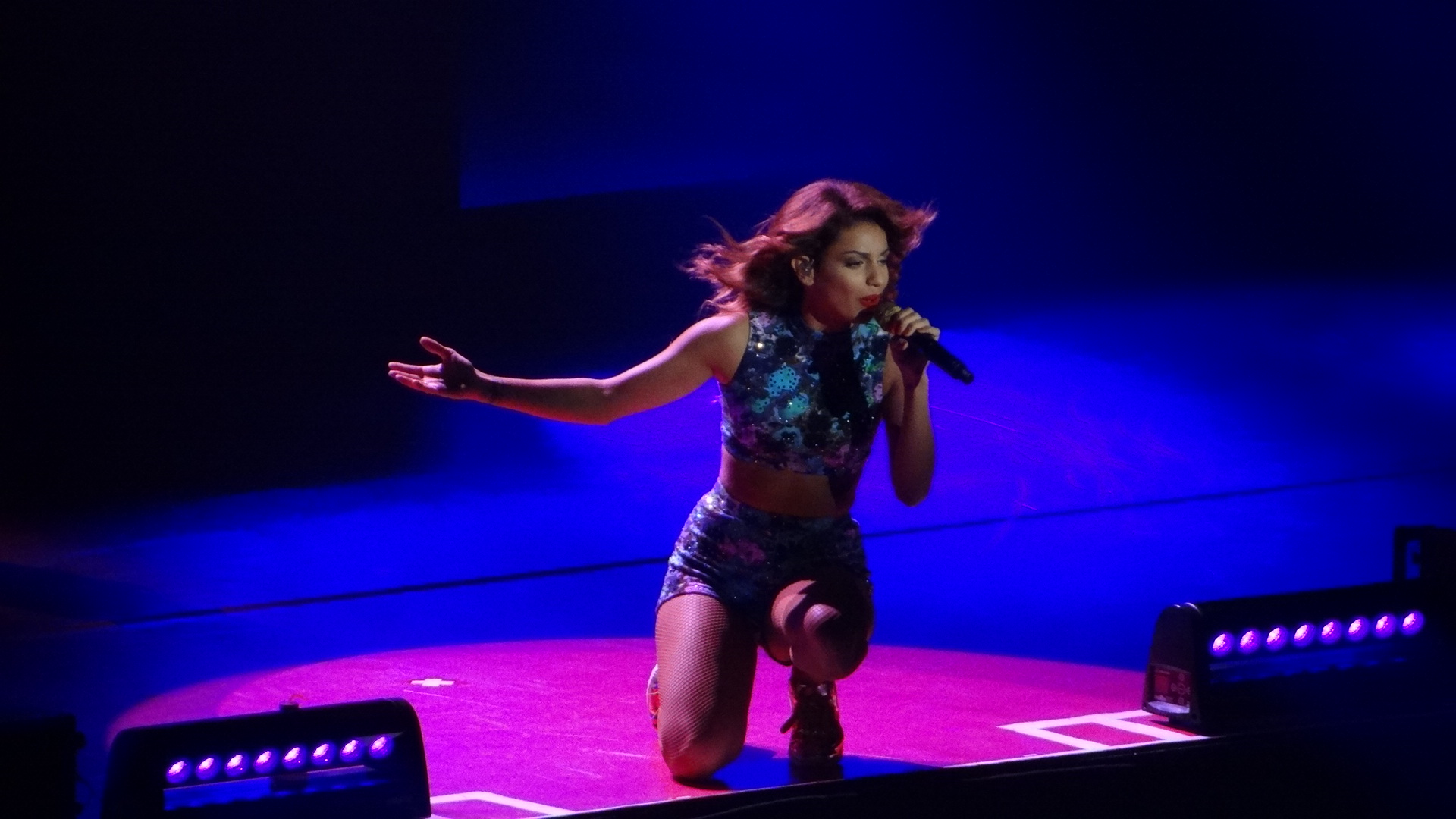
Tal, Lille 2014

Tal (szül.: Tal Benyezri Izrael, 1989. december 12. –) izraeli származású francia énekesnő, dalszerző, alkalmilag táncos is. Keresztneve „reggeli harmatot” jelent héberül.
Első nagylemeze 2011-ben jelent meg Le droit de rêver címmel, mely háromszoros platinalemez lett Franciaországban. Második albuma, az À l’infini 2013. szeptember 2-án került a boltok polcaira, mely pár hónap alatt szintén elérte a platinalemez minősítést.
2013-ban részt vett a Danse avec les stars negyedik évadában.
Több előadóval is készített közös dalt, köztük Sean Paullal, Matt Pokorával, Flo Ridával és legutóbb Alizée-vel.

## Életpályája

### Gyerekkora és a debütálás
Tal Benyezri 1989. december 12-én született Izraelben. Még egyéves sem volt Tal, amikor családja Franciaországba emigrált. Igazi zenész családba született: apja és testvére zeneszerzők, míg édesanyja elismert énekesnő, aki Sem Azar néven vált ismertté. Nagynénje és unokatestvére szintén énekesek.
3 éves korában Tal gitározni és zongorázni tanult, majd táncórákat is vett. A Les Sales Gosses színházi csoport tagja is volt.
Inspiráló hatással volt rá több elismert művész és együttes, mint pl. Michael Jackson, Ray Charles, Stevie Wonder, Aretha Franklin, Nickelback, Nirvana, Ella Fitzgerald, Amy Winehouse vagy újabban Jessie J és Bruno Mars.
L’Aura Marcianóval (producer és zeneszerző) való találkozása után fellendült zenei karrierje, s két évnyi kollaboráció után megjelent első kislemeze, On avance címmel.
Az énekesnőt hamar elkeresztelték a „francia Rihannának” vagy az „új Shy'm”-nek.

### A debütálás:Le droit de rêver(2011-2012)
2011 nyarán Tal számos dalt vett fel bemutatkozó albumára. Augusztus végén megjelent az On avance dalhoz készült klip, kislemezként pedig 2011. szeptember 5-én jelent meg. Novemberben megjelent Sean Paullal közös dala, a Waya Waya.
2011 végén megrendezésre került az NRJ Music Awards 2012, melyen Tal elnyerte "Az év francia feldezettje" díjat. 
2012. március 16-án megjelent debütáló albuma, a  Le droit de rêver.
2012 októberében Tal csatlakozott a Génération Goldman csapathoz. Ekkor készült a Matt Pokorával közös feldolgozása, Jean-Jacques Goldman szerzeménye, az Envole-moi.

### Második album:À l'Infiniés részvétel aDanse avec les stars-ban (2013)
2013 júniusában megjelent egy dal, a Danse, melyet Flo Ridával közösen vettek fel. Egy hónappal később kiadásra került az új album első hivatalos kislemeze, az À l’international. 
Nyár végén bejelentették, hogy szeptemberben Tal is részt vesz a Danse avec les stars negyedik évadában.
Szeptember 2-án végre a boltok polcaira került az À l’Infini, mely hamar platinalemezzé érett. Időközben egy új kislemezt is kiadtak, mely a Le passé volt.
December 2-án érkezett az album deluxe kiadása, mely 2 új dalt tartalmazott, köztük az Alizéevel közösen feldolgozott Le tourbillon-t is, mely eredetileg egy Jeanne Moreau dal volt.
Szintén decemberben került megrendezése az NRJ Music Awards, mely során Tal megkapta „Az év francia női előadója” elismerést.

## Diszkográfia

### Albumok
- 2012 : Le Droit de rêver (Warner)
- 2013 : À l’infini (Warner)

### Kislemezek
- La musique est mon ange (2010)
- On avance (2011)
- Le sens de la vie (2011)
- Je prends le large (2012)
- Rien n’est parfait (2012)
- À l’international (2013)
- Pas toi (2013)
- Le passé (2013)
- Marcher au soleil (2014)

### Kollaborációk
- Waya Waya – feat. Sean Paul (2011)
- On a le droit de rêve – feat. Black Kent (2012)
- M’en aller – feat. Canardo (2012)
- Envole-moi – feat. Matt Pokora (2012)
- Maintenant ou jamais – feat. Dry (2013)
- Danse – feat. Flo Rida (2013)
- Le tourbillon – feat. Alizée (2013)

### Turnék
- À l'infini Tour (2014)